# Stazione di Villarreal
La stazione di Villarreal (in spagnolo Estación de Villarreal) è la principale stazione ferroviaria di Vila-real, Spagna.
Situata sulla linea Valencia-San Vicente Calders viene servita anche dalla linea C-6 delle Cercanías di Valencia.